# شاگرام
شاگرام (به انگلیسی: Shagram) یک منطقهٔ مسکونی در پاکستان است که در خیبر پختونخوا واقع شده‌است.